# Струбиця
Струбиця — річка в Україні, у Коростенському районі Житомирської області. Ліва притока Олешні (басейн Прип'яті).

## Опис
Довжина річки приблизно 6 км.

## Розташування
Бере початок на північному сході від Берестовця (до 07.06.1946 року Татарновичі). Тече переважно на північний схід і на південному сході від Сарновичів впадає у річку Олешню, праву притоку Ужу.